# Crocanthemum rosmarinifolium
Crocanthemum rosmarinifolium är en solvändeväxtart som först beskrevs av Frederick Traugott Pursh, och fick sitt nu gällande namn av Janchen. Crocanthemum rosmarinifolium ingår i släktet Crocanthemum och familjen solvändeväxter. Inga underarter finns listade i Catalogue of Life.